# Karin Mantoani
Karin Mantoani (9 novembre 1994) è una calciatrice italiana, attaccante del Vittorio Veneto.

## Carriera
Karin Mantoani si appassiona al calcio fin da giovanissima, iniziando a praticarlo dai 5 anni seguendo la passione del fratello.
Raggiunta l'età massima per giocare con i maschietti nelle formazioni miste trova un accordo con il Chiasiellis, società dell'omonimo centro, frazione del comune di Mortegliano, in provincia di Udine. Dopo aver fatto parte della squadra che partecipa al Campionato Primavera di categoria, grazie alle prestazioni offerte nei campionati giovanili, dalla stagione 2010-2011 la società decide di concederle fiducia inserendola in rosa con la prima squadra e facendo il suo esordio in Serie A il 16 aprile 2011, alla 22ª giornata, nella partita persa con il Mozzanica per 2-1. Dopo quell'unico incontro rimane formalmente in rosa anche nella stagione successiva ma per tornare a solcare il campo nella massima serie deve attendere la stagione 2012-2013 quando passa definitivamente in prima squadra. Veste la maglia del Chiasiellis ancora una stagione, l'ultima della società che non riesce ad evitare il fallimento svincolando al termine della 2013-2014 tutte le proprie atlete.
Durante il calciomercato estivo viene ingaggiata dal Tavagnacco, società che le dà la possibilità di rimanere in Serie A, tuttavia Mantoani trova poco spazio e decide di interrompere, per motivi personali oltre che problemi societari, l'attività sportiva giocando l'ultima partita di campionato nel gennaio 2015. Dal tavagnacco si congeda con un tabellino personale di sette presenze in campionato.
Durante il calciomercato estivo 2015 il neopromosso Permac Vittorio Veneto annuncia di aver sottoscritto con la calciatrice un contratto per giocare con i propri colori la stagione entrante.